# Klangflächenkomposition
Klangflächenkompositionen sind Kompositionen, die den Klang und Klangflächen ins Zentrum der Aufmerksamkeit stellen. Klangflächenkompositionen sind durch Akkordbänder und übereinandergelegte Akkorde sowie vertikale und horizontale Tonverbindungen in Form von Clustern und Glissandi geprägt. Durch die Techniken der Klangflächenkompositionen wird ein ungewöhnlicher Klangeindruck vermittelt. Zu den wichtigsten Vertretern zählen György Ligeti (Atmosphères für Orchester (1961), Volumina für Orgel (1961) oder Requiem für Chor und Orchester (1965)), Friedrich Cerha (Spiegel, 1960–72), Krzysztof Penderecki und Henryk Górecki.
Klangflächenkompositionen werden oft mit anderen Kompositionstechniken unter dem Begriff der Klangkomposition zusammengefasst.